# Gottfried Körner
Gottfried Körner (* 8. April 1927 in Werdau; † 2. Dezember 2015 in Dresden) war ein deutscher Maler und Grafiker.

## Leben und Werk

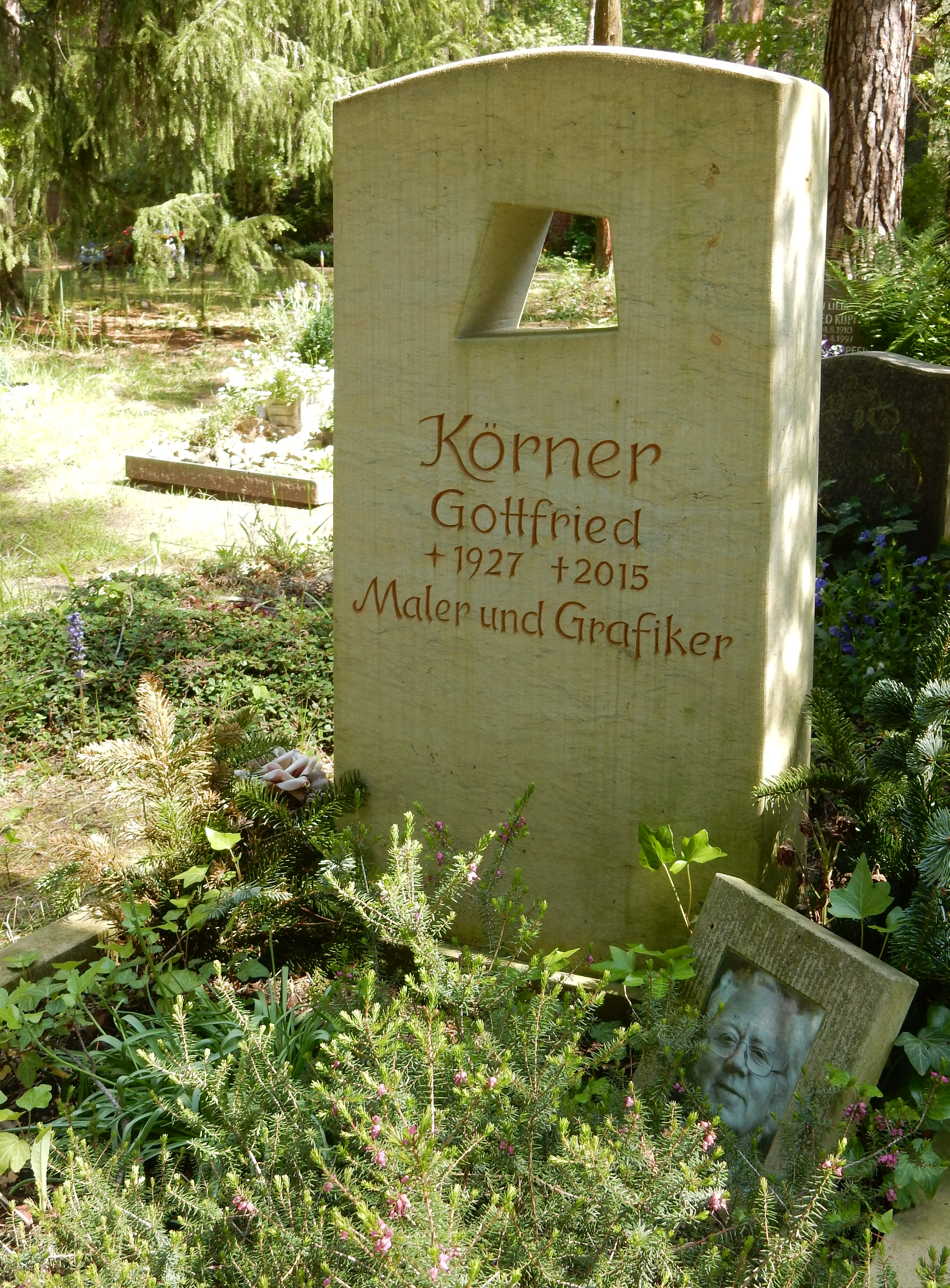
Grab Gottfried Körner

Nach der schulischen Ausbildung absolvierte Körner zunächst eine Lithographenlehre, bevor er bis 1945 Kriegsdienst leisten musste. Von 1945 bis 1951 arbeitete er freischaffend in seiner Heimatstadt Werdau. Anschließend studierte er bis 1956 an der Hochschule für Bildende Künste Dresden. Für sein Diplom schuf er das Tafelbild „Unterschrift gegen Atomgefahr“. Danach arbeitete er in Dresden als freischaffender Künstler.  Er war bis 1990 Mitglied des Verbands Bildender Künstler der DDR. Er hatte eine Anzahl von Einzelausstellungen und nahm 1972 und 1974 an der Bezirkskunstausstellung Dresden teil. 1958 erhielt er den Max-Pechstein-Preis der Stadt Zwickau.
Nach der deutschen Wiedervereinigung war Körner Mitglied des Bundesverbandes Bildender Künstler, des Sächsischen Künstlerbunds und des Neuen Sächsischen Kunstvereins. Bevorzugtes Thema seiner Arbeiten war die Natur. Seine Darstellungen bewegten sich stilistisch an der Grenze zwischen Gegenständlichkeit und Abstraktion. Insbesondere mit seinen Radierungen erlangte er Beachtung und Anerkennung. Er schuf aber auch farbige Arbeiten.
Er wurde auf dem Heidefriedhof (Dresden) beigesetzt.